# Guerre germano-polonaise (1028–1031)
Pour les articles homonymes, voir Guerre germano-polonaise (homonymie).
La guerre germano-polonaise est un conflit qui s'est déroulé entre 1028 et 1031. Elle oppose le Saint Empire, allié à la Rus' de Kiev et la Hongrie à la fin de la guerre, à la Pologne, alliée à la Hongrie durant la majorité du conflit.

## Déclarations de guerre
En 1026, le roi Conrad II de Germanie se rend en Italie pour son couronnement en tant qu’empereur du Saint-Empire romain germanique. Les adversaires de Conrad conspirent pour obtenir les faveurs de Mieszko. Les préparatifs de la guerre commencent à l’automne 1027. Au milieu de cette année-là, Conrad II retourne en Allemagne et commence à combattre les rebelles de Souabe et de Haute Lorraine. Il vainc le duc Ernest II de Souabe, le privant de ses terres. Ce n’est que lorsque le combat rebelle est presque perdu que Mieszko II arrive à leur secours. 1028, les troupes polonaises envahissent la Saxe et font un certain nombre de prisonniers. Par la suite, l’Empire germanique et son allié la Rus' de Kiev attaquent la Pologne.

## Déroulement du conflit
En octobre 1028, l’occasion se présente lorsque le quartier de Lutici à Pöhlde demande à l’empereur de se défendre contre les attaques de Mieszko II, promettant un soutien dans la lutte contre le souverain polonais. L’armée de Conrad II arrive en Lusace à l’automne 1029 et commence le siège de Bautzen, mais les troupes allemandes ne reçoivent pas le soutien promis de la tribu Lutici et l’expédition échoue. Menacé par les Hongrois, l’empereur est contraint de battre en retraite.
La même année que le fils d’Oldřich, Bretislav Ier de Bohême, attaque et s’empare de la Moravie. En 1030, Mieszko II conclut une alliance avec la Hongrie et envahit à nouveau la Saxe. Pendant ce temps, son allié du sud attaque la Bavière et occupe temporairement Vienne. En réponse, l’empereur organise une autre expédition contre le roi de Pologne, cette fois en organisant une coalition contre Mieszko II. Déjà en 1030, Iaroslav le Sage commence l’offensive et conquiert la Ruthénie rouge et quelques châteaux de Bełz.
En 1031, l’empereur conclut la paix avec le royaume de Hongrie probablement en échange du soutien d’Étienne Ier et il lui cède les territoires situés entre les rivières Leitha et Fischa. À l’automne 1031, l’empereur est moins préoccupé par une attaque venant du sud, il passe à l’offensive contre la Pologne et assiège Milsko. L’offensive se termine sur un succès complet. Mieszko II est forcé de céder quelques terres prises par son père, qui fit souvent la guerre à l’empereur Henri II. Alors que Mieszko II était occupé à défendre la Lusace contre les troupes de Conrad II, l’expédition de Kiev est venue de l’est avec Iaroslav le Sage comme chef. En 1031, la Pologne est envahie puis Bezprym s’installe sur le trône. Mieszko II et sa famille sont contraints de fuir le pays.